# Aplastodiscus flumineus
Espèce
Synonymes
- Hyla fluminea Cruz & Peixoto, 1985 "1984"

Statut de conservation UICN

 DD  : Données insuffisantes
Aplastodiscus flumineus est une espèce d'amphibiens de la famille des Hylidae.

## Répartition
Cette espèce est endémique du Brésil. Elle se rencontre à environ 1 500 m d'altitude à Teresópolis dans la Serra dos Órgãos dans l'État de Rio de Janeiro,.

## Publication originale
- Cruz & Peixoto, 1985 "1984" : Especies verdes de Hyla: o complexo 'Albosignata' (Amphibia, Anura, Hylidae). Arquivos da Universidade Federal Rural do Rio de Janeiro, vol. 7, no 1, p. 31-47.